# Francis Gordon Albert Stone
Francis Gordon Albert Stone (19 mai 1925 – 6 avril 2011), toujours connu sous le nom de Gordon, est un chimiste britannique. Il se spécialise dans la synthèse de composés organométalliques du groupe principal et des métaux de transition. Il est l'auteur de plus de 900 publications académiques résultant en un Indice h de 72 en 2011.

## Biographie
Gordon Stone est né à Exeter, Devon en 1925, le seul enfant de Sidney Charles Stone, un fonctionnaire, et de Florence Beatrice Stone (née Coles). Il obtient son BA en 1948 et son doctorat en 1951, tous deux du Christ's College, Cambridge, où il étudie avec Harry Julius Emeléus.
Après avoir obtenu son diplôme du Christ's College de Cambridge, il est boursier Fulbright à l'Université de Californie du Sud pendant deux ans, avant d'être nommé instructeur au département de chimie de l'Université Harvard, et est nommé professeur adjoint en 1957. Il est professeur émérite de chimie "Robert A. Welch" à l'Université Baylor, au Texas, jusqu'en 2010, mais sa période la plus productive est celle de professeur de chimie inorganique à l'Université de Bristol, en Angleterre (1963-1990), où il publie des centaines d'articles en 27 ans. Dans la recherche, il rivalise avec son contemporain Geoffrey Wilkinson.
Il est élu à la Royal Society of Chemistry en 1970, et à la Royal Society en 1976, il reçoit la médaille Davy "En reconnaissance de ses nombreuses contributions remarquables à la chimie organométallique, notamment la découverte que les espèces contenant du carbone-métal de métal-métal multiple les liaisons sont des réactifs polyvalents pour la synthèse de composés en grappes avec des liaisons entre différents éléments de transition" en 1989.
Il étudie les complexes de ligands de fluorocarbone, d'isocyanure, de polyoléfine, d' alkylidène et d'alkylidyne. À Baylor, il travaille à un programme de recherche sur les hydrures de bore, un intérêt de longue date .
En 1988, il préside le comité d'examen chargé par le gouvernement britannique (le comité des subventions universitaires, aujourd'hui dissous) d'effectuer un examen de la chimie dans le milieu universitaire britannique ("University Chemistry - La voie à suivre", "Le rapport Stone"),.
Son autobiographie Leaving No Stone Unturned, Pathways in Organometallic Chemistry, est publiée en 1993. Avec Wilkinson, il édite la série influente Comprehensive Organometallic Chemistry. Avec Robert West, il édite la série Advances in Organometallic Chemistry.
La série de conférences Gordon Stone à l'Université de Bristol est nommée en son honneur.
Il épouse Judith Hislop (1928-2008) de Sydney, Australie en 1956 avec qui il a trois fils.